# Pont Neuf (Montauban)
Pour les articles homonymes, voir Pont Neuf (homonymie).
Le pont Neuf est un pont qui franchit le Tarn situé à Montauban en Tarn-et-Garonne.

## Historique

### Appel d'offres
Le conseil général de Tarn-et-Garonne décide dans une délibération du 10 avril 1907 que « la gare centrale du réseau de tramways départementaux à Montauban serait établie à Villebourbon, à proximité de la gare commune aux grands réseaux du Midi et d'Orléans et que la ligne de Montauban à Monclar s'y raccordera au moyen d'un pont en ciment armé à construire en face de la rue des Écoles. Qu'une entente devra intervenir entre la ville et le département pour la participation de la ville à la dépense étant entendu que le pont, dit de Sapiac, sera accessible à la circulation publique, qu'à défaut d'entente il sera établi de manière à être exclusivement utilisable par la voie ferrée ».
Le 17 août 1907, un accord est signé entre le maire de Montauban et le préfet agissant pour le compte du département. Il est approuvé par le conseil général le 13 octobre. 
L'ingénieur en chef des ponts et chaussées responsable du projet indique dans son rapport daté du 24 décembre 1908 : « la construction d'un pont à Sapiac avec les seules déclivités nécessaires pour passer au-dessus des crues du Tarn, déclivités accessibles aux tramways, améliorera considérablement l'accès à la ville pour toute la région considérée (...) Depuis 20 ans d'ailleurs, il est question de construire un pont à Sapiac, mais on avait arrêté jusqu'à présent par la dépense, alors qu'aujourd'hui la participation du tramway permettra d'obtenir un ouvrage très satisfaisant dans des conditions beaucoup plus raisonnables. (...) Le pont en question est un pont qui, construit pour la ligne de Montauban à Monclar, sera élargi de manière à être transformé en un pont-route à deux voies charretières avec trottoirs suffisants. Ce pont, avec les voies qui lui font suite et y accèdent depuis le chemin de grande communication no 21 jusqu'à la gare du Midi, sera classé comme annexe au chemin commun no 21 (...). L'avant-projet dressé par la maison Hennebique dont la réputation en matière de ciment armé n'est plus à faire est estimé à 536,000 francs. Les dépenses laissées à la charge de la vicinalité s'élèvent à 7/11e du chiffre, soit 341 091 francs. La subvention demandée à l'État est de 89 879 francs ».
Le ministre de l'Intérieur a accordé la subvention demandée le 20 avril 1909. 
Le devis et le cahier des charges pour la construction du pont sont approuvés 4 mai 1910 permettant de lancer l'appel d'offres entre entreprises de construction spécialisées en béton armé. Le jury chargé d'examiner les différents projets est nommé le 10 juin, comprenant, entre autres, Charles Rabut et Augustin Mesnager. 
Parmi les différents projets, celui présenté par Simon Boussiron est choisi le 19 novembre 1910.
Le Conseil général autorise le 26 avril 1911 l'approbation du projet présenté dont le coût des travaux de l'entreprise est estimé  à 518 000 franc mais en fixant la dépense maximale à 500 000 francs pour permettre de financer la décoration de l'ouvrage. Le préfet confie le marché de construction du nouveau pont à Simon Boussiron et son entreprise le 5 août 1911.

### Modifications du projet initial
Une des particularités du Tarn, c'est la montée de ses crues. Il peut ainsi monter de 6 mètres en 12 heures et atteindre la hauteur de 10 mètres au-dessus de l'étiage. Il convenait donc d'assurer le maximum de transparence à l'ouvrage pour ne pas gêner la circulation de l'eau.
Charles Rabut indique dans la revue Le Génie civil que le jury dont il faisait partie, après avoir choisi le projet de Simon Boussiron, lui avait demandé des modifications au projet initial qui restaient conformes au règlement de l'appel d'offres et n'utilisaient pas des solutions présentées par les deux concurrents éliminés : « le projet primitif comportait pour l'ensemble de la traversée trois arches parallèles de 51, 54 et 51 m. d'ouverture, les deux premières franchissant le Tarn comme celles qui ont été exécutées, la troisième enjambant l'île de Sapiac et le canal ; l'île est très haute de sorte que cette troisième arche ne parvenait pas à s'élever beaucoup au-dessus du sol ; en construisant une aussi grande voûte sans nécessité, on aurait sacrifié à un parti-pris d'uniformité bien peu motivé et l'économie des travaux et le bon aspect de leur ensemble. La logique et la sincérité exigeaient deux ponts distincts sur la large rivière et le petit canal ; quant à la traversée de l'île qui est à peine submersible et ne peut fournir au débouché total qu'un appoint médiocre, un remblai suffisait, sauf à le garnir de murs de soutènement pour le protéger et donner à l'ensemble un caractère plus homogène et plus monumental ». 
L'adoption de cette solution de deux ponts qui se suivent : 
- un pont à deux travées de 53 et 56 mètres d'ouverture au-dessus du Tarn,
- un pont bow-string de 32 mètres de portée au-dessus du canal de Lissac

a aussi permis de réduire l'importance des fondations profondes.
Le Jury a retenu la proposition de Charles Rabut d'utiliser un ciment à haute résistance dans les arches du pont, ce qui a permis de réduire l'épaisseur des voûtes et le poids de l'ouvrage.

### Définition des superstructures
Le conseil municipal a choisi le 26 mars 1912 un éclairage électrique du pont au moyen de 18 poteaux métalliques intercalés dans le garde-corps. Un devis estimatif a été présenté le 9 avril suivant.

### Réception du pont
Le pont est achevé en 1913. Il a été réceptionné à la suite du procès-verbal des épreuves le 24 juin 1913. Le pont a été ouvert à la circulation le 29 juin 1913. 

### Exploitation des tramways
La Première Guerre mondiale a retardé les travaux de réalisation de la ligne de tramways. Elle a été mise en service en janvier 1926, mais, dès 1931, on a envisagé de remplacer les tramways par des autobus. La circulation des tramways sur la ligne s'est définitivement arrêtée le 31 décembre 1933.

### Protection au titre des monuments historiques
Le pont Neuf a été inscrit au titre des monuments historiques le 29 avril 2005.